# 알베르트 부냐쿠
알베르트 부냐쿠(알바니아어: Albert Bunjaku, 1983년 11월 29일, 질란 구 질란 ~)는 코소보의 전 프로 축구 선수로, 현역 시절 스트라이커로 활약했다. 그는 스위스를 대표로 2010년 월드컵에 참가했고, 이후 새로 조직된 코소보 국가대표팀에서 활약했다.

## 클럽 경력
부냐쿠는 8세였을 때, 모친과 두 형제와 함께 부친이 근무하던 스위스로 이주했다. 부냐쿠는 13세에 첫 구단에 입단했는데, 이는 이후 프로 선수로 활약한 선수들 치고는 늦게 시작한 것이었다. 슐리렌에서 축구를 시작하기 전, 그는 학교 운동장이나 5인용 경기장에서만 축구를 했다. 당시, 그는 농구도 관심있게 봤다.

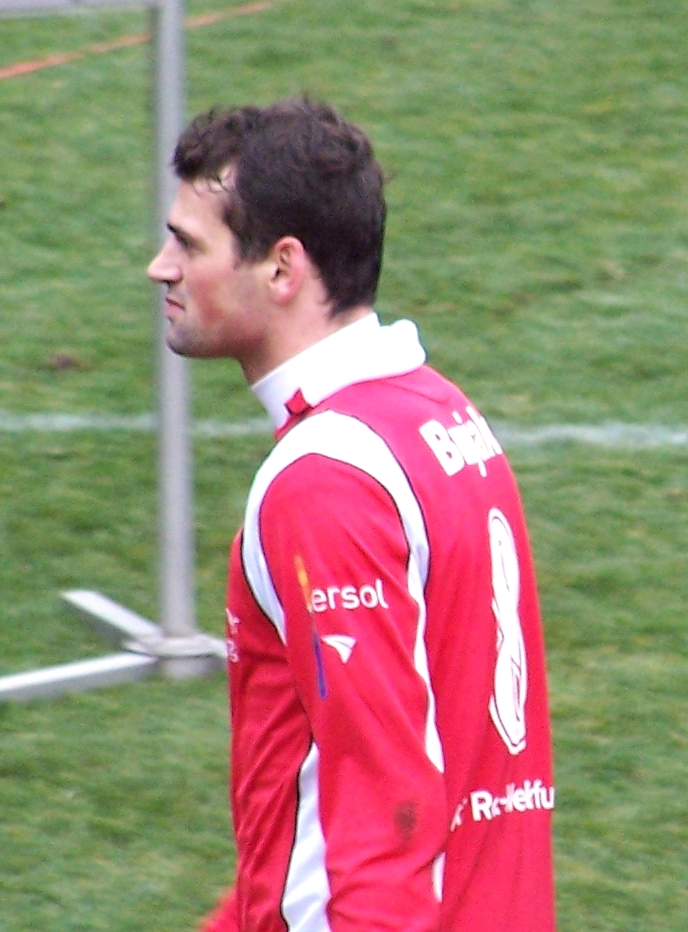
로트-바이스 에르푸르트의 부냐쿠

부냐쿠가 프로 무대에 첫 발을 디뎠을 때는 스위스 2부 리그인 스위스 챌린지리그의 샤프하우젠에 입단했을 때였다. 소속 구단은 2003-04 시즌에 스위스 슈퍼리그 승격을 이룩했고, 이후 18개월 동안 신예 공격수는 39번의 1부 리그 경기에 출전했다.
2006년 1월, 23세의 부냐쿠는 샤프하우젠을 떠나 2. 분데스리가의 파더보른으로 이적했다. 그는 첫 독일 구단에 6개월 머무르는데 그쳤는데, 당시 파더보른 감독이었던 요스 뤼휘카이 감독은 당시 부냐쿠가 그 앞에서 큰 인상을 못 심었다며 "당시 저는 분데스리가에서 활약할 감이 되지 못한다고 생각했습니다"라고 본인 회고로 밝혔다.
그러나, 이후 부냐쿠는 기회를 잡아 대도약했다. 그의 아내 아리타는 소속 구단 감독인 파벨 도체프가 자주 방문하는 파더보른의 양품점에서 근무했다. 도체프 감독은 당시 감독을 맡던 로트-바이스 에르푸르트가 공격수를 물색하고 있었고, 둘 간에 대화가 텄다. 얼마 지나지 않아, 부냐쿠는 3부 리그의 에르푸르트로 이적했다.
그는 2008년 8월 10일에 열린 로트-바이스 에르푸르트와 바이에른 뮌헨간 DFB-포칼 경기로 주목을 끌었다. 후반에 교체로 투입된 그는 위르겐 클린스만 감독의 바이에른을 상대로 2골을 기록해 3-4로 석패했으나, 기록왕의 간담을 서늘케 했다.

## 국가대표팀 경력
2009년 11월 14일, 부냐쿠는 0-1로 패한 노르웨이와의 친선경기에서 후반에 알렉산더 프라이와 교체되어 들어가 스위스 국가대표팀 첫 경기를 치렀다. 그는 2010년 월드컵에서 스위스 국가대표팀 일원으로 참가해 칠레와의 경기에서 젤송 페르난드스와 교체되어 들어가 막판 13분을 출전했다. 부냐쿠는 코소보 국가대표팀이 국제 축구 연맹의 공인 이후 치른 첫 경기에 출전했는데, 2014년 3월 5일에 열린 아이티와의 안방 친선경기는 0-0 무승부로 끝났다. 부냐쿠는 2014년 5월 21일에 코소보와 튀르키예 간 경기에 출전해 첫 국가대표팀 득점에 성공했다.

### 국가대표팀 득점 목록
2016년 6월 3일 기준
아래의 점수에서 왼쪽의 점수가 코소보의 점수이며, 점수 열은 부냐쿠의 득점 직후의 상황을 나타낸다..
| # | 날짜            | 경기장                                | 출전 | 상대      | 점수 | 결과 | 대회     |
| - | --------------- | ------------------------------------- | ---- | --------- | ---- | ---- | -------- |
| 1 | 2014년 5월 21일 | 코소보 미트로비차 아뎀 야샤리         | 2    | 튀르키예  | 1–2  | 1–6  | 친선경기 |
| 2 | 2014년 5월 25일 | 스위스 주네브 스타드 드 주네브        | 3    | 세네갈    | 1–1  | 1–3  | 친선경기 |
| 3 | 2016년 6월 3일  | 독일 프랑크푸르트 암 마인 본하이머 항 | 4    | 페로 제도 | 1–0  | 2–0  | 친선경기 |